# فريتز شميد
فريتز شميد (بالألمانية: Fritz Schmid)‏ هو مغني نمساوي، ولد في 18 يونيو 1972 في لينتس في النمسا.